# Victrix macrosema
Victrix macrosema là một loài bướm đêm trong họ Noctuidae.